# Хлорид висмута(II)
Хлорид висмута(II) — неорганическое соединение, соль металла висмута и соляной кислоты с формулой BiCl2, кристаллы чёрного цвета, разлагаются водой.

## Получение
- Нагреванием хлорида ртути(I) с металлическим висмутом:

{\displaystyle {\mathsf {Bi+Hg_{2}Cl_{2}\ {\xrightarrow {230-250^{o}C}}\ BiCl_{2}+2Hg}}}
- Восстановление хлорида висмута(III) металлическим висмутом:

{\displaystyle {\mathsf {2BiCl_{3}+Bi\ {\xrightarrow {T}}\ 3BiCl_{2}}}}
- или водородом:

{\displaystyle {\mathsf {2BiCl_{3}+H_{2}\ {\xrightarrow {T}}\ 2BiCl_{2}+2HCl}}}
- или цинком:

{\displaystyle {\mathsf {2BiCl_{3}+Zn\ {\xrightarrow {T}}\ 2BiCl_{2}+ZnCl_{2}}}}

## Физические свойства
Хлорид висмута(II) образует кристаллы чёрного цвета, которые плавятся при 163°С.

## Химические свойства
- При нагревании диспропорционирует:

{\displaystyle {\mathsf {3BiCl_{2}\ {\xrightarrow {300^{o}C}}\ 2BiCl_{3}+Bi}}}
- Разлагается водой в присутствии кислорода воздуха:

{\displaystyle {\mathsf {4BiCl_{2}+O_{2}+3H_{2}O\ {\xrightarrow {}}\ 2BiOCl+Bi_{2}O_{3}+6HCl}}}
- Проявляет свойства восстановителя:

{\displaystyle {\mathsf {BiCl_{2}+FeCl_{3}\ {\xrightarrow {}}\ BiCl_{3}+FeCl_{2}}}}